# ゴルトバッハ (ウンターフランケン)
ゴルトバッハ (ドイツ語: Goldbach、ドイツ語発音: [ˈgɔltbax]) は、ドイツ連邦共和国バイエルン州ウンターフランケン行政管区のアシャッフェンブルク郡に属す市場町である。

## 地理

ゴルトバッハの地区配置と土地利用図。ピンクが市街地、白が緑地および耕作地、緑が森林である。

### 位置
ゴルトバッハは、アシャッフェンブルクの北東約 4 km、ヘスバッハの西約 1 km の連邦道 B26号線ロール - アシャッフェンブルク間沿線に位置する。この連邦道は、この付近では連邦アウトバーン A3号線と並行して走っている。この市場町は、アシャッフェンブルク郡内で最も人口密度が高い自治体である。また、連邦アウトバーンA3号線のこの付近に施されたアインハウズング（騒音や排ガス汚染を防止するために設けられるトンネル状の覆い屋）で知られている。

### 自治体の構成
ゴルトバッハは、2つの地区で構成されている。
- ゴルトバッハ
- ウンターアッファーバッハ

### 隣接する市町村
市場町ゴルトベルクは、北はヨハネスベルク、東はヘスバッハ、南はアシャッフェンブルク、西はグラットバッハと境を接している。郡独立市のアシャッフェンブルクを除き、いずれもアシャッフェンブルク郡の町村である。

## 地名

### 語源
町の名前は同名のゴルトバッハ川に由来する。この川はアシャッフェンブルク付近でアシャフ川に合流する。地元の方言では、この町は Gollwich と呼ばれる。

### 歴史的表記
様々な史料や文献に登場する歴史的な表記には以下のものがある。
- 1218年 Golbach
- 1219年 Goldbach
- 1240年 Goltbach
- 1257年 Golpach

## 歴史
ゴルトバッハは、1218年に初めて文献上に記録されている。クーゲルンベルクの山頂南側に、12世紀から14世紀までに建てられたクーゲルンベルク家の山城クーゲルンベルク城があった。15世紀半ばからゴルトバッハはマインツ大司教の支配下に置かれた。1814年、司教ヨーゼフ・ルートヴィヒ・コルマーの圧力により、ゴルトバッハはバイエルン王国に併合された。
1862年7月1日にベツィルクスアムト・アシャッフェンブルクが創設され、ゴルトバッハはその管轄下に置かれた。1939年、ドイツ国全土で「郡」の名称が使われることとなった。ゴルトバッハは旧アシャッフェンブルク郡の33市町村の一つとなった。この郡は1972年7月1日にアルツェナウ・イン・ウンターフランケン郡と合併して新しいアシャッフェンブルク郡が創設された。
遅くとも19世紀以降、ユダヤ人家族がこの町に住んでおり、独自のシナゴーグを建設していた。このシナゴーグは1938年11月の排斥運動（水晶の夜）の際、突撃隊員によって破壊された。1987年以後向かいの駐車場に記念碑が建てられ、この事実を語り伝えている。
1995年5月26日にゴルトバッハに「市場町」の称号が与えられた。

### 町村合併
1971年7月1日に、それまで独立した町村であったウンターアッファーバッハ（1812年まではニーダーアフホルダースバッハと呼ばれていた）がゴルトバッハに合併した。

## 行政

### 議会
ゴルトバッハの議会は 20議席の議員と首長で構成される。

### 紋章
図柄: 赤地に金の斜め波帯。上部に青い石がはめ込まれた銀の冠、下部に6本スポークの銀の輪が描かれている。
紋章の歴史: 町の名前の一部でもある –bach（小川）を金の波帯が示している。ゴルトバッハは7世紀から11世紀までフランク王国の王領であった。このため紋章に冠が描かれている。また、1803年までマインツ選帝侯領であったことを 6本スポークの「マインツの輪」で表現している。金と赤の配色はリーネック伯の紋章に由来する。リーネック伯は1559年に断絶するまでマインツ大司教の封臣としてゴルトバッハ代官の地位を占めていた。
この紋章は1965年から用いられている。

### 姉妹自治体
- クルル＝シュル＝メール（フランス語版、英語版）（フランス、カルヴァドス県）1994年[9]

## 文化と見所

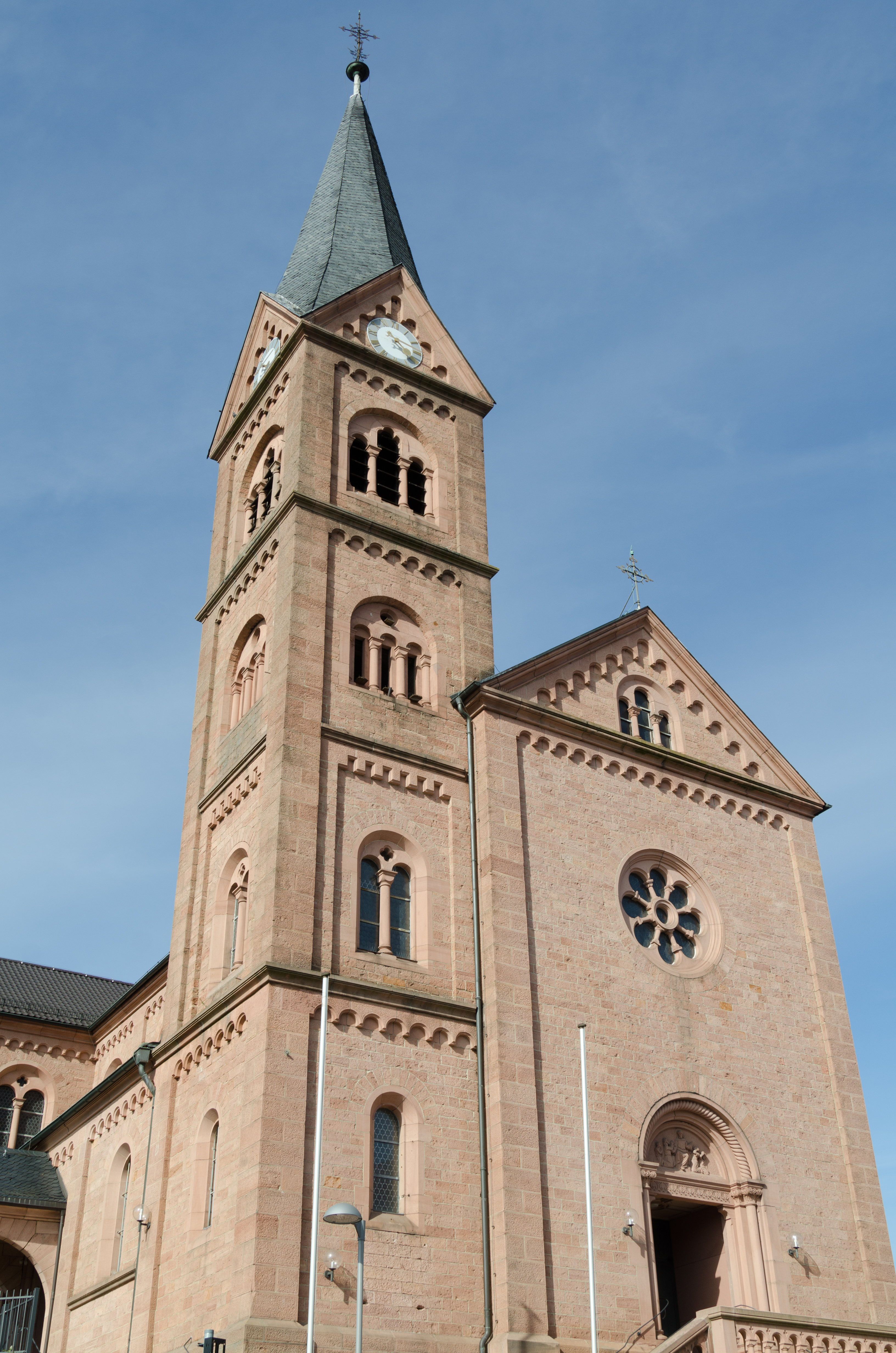
聖ニコラウス教会

### 教会
ゴルトバッハには2つのカトリック教会がある。「旧教会」と呼ばれる聖ニコラウス教会は、古い集落の中心部にある。現在のネオロマネスク様式の砂岩建築の教会堂は、手狭になった古い教会堂に替えて1894/95年に建設され、その後近代的な増築部が拡張された。
かつて新開地であった町の西部に、1961年に近代的な教会堂「汚れなき聖マリア教会」が完成した。聖ニコラウス教会は自治体の発展に対して小さすぎる状態になっていたためである。高さ 37 m の非対称な塔を持つ簡素な教会堂は、600人を収容することができる。祭壇室は、芸術家クルト・レッシヒのモニュメンタルな絵画で飾られ、聖書の場面を描いた近代的な八角形の明かり取りの小塔をもつ。この教会で特に重要なのが、3台のオルガンである。1964年にオルガン製作者ミヒャエル・ヴァイゼが製作した36ストップの主オルガンの他に、1980年代に基本的な修復がなされた1782年製のバロックオルガンと、ハルトヴィヒ・シュペートの工房で製作されたポジティブオルガンがある。
ヘスバッハとの町境に福音主義のヨハネス教会がある。

### スポーツとクラブ
ゴルトバッハでは、活発な文化・スポーツ・クラブ活動が行われている。毎年TV ゴルトバッハによって開催されるクロスカントリースキーのウィンターレースシリーズは全国的に注目される。このレースは、9日間、それぞれ 10 km ずつレースが行われる。

## 経済と社会資本

### 工業系企業
ゴルトバッハで最も重要な雇用主の一つが、売り上げ約1億7000万ユーロ（2007年現在）の男性衣料メーカーのバスラー・ファッションである。民間のゴミ処理業者ヴェルナー RC GmbH & Co. の本社がゴルトバッハにある。この会社は、アシャッフェンブルク郡内のゴミ処理を主に担当している。

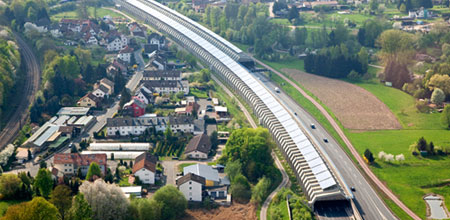
アウトバーン A3号線のアインハウズング

### 交通
ゴルトバッハは、連邦アウトバーン A3号線のフランクフルト・アム・マイン（約 45 km）とヴュルツブルク（約 75 km）との間に直接面している。ゴルトバッハとヘスバッハとの間には、騒音を限界値以下に抑えるためのアインハウズング（トンネル状の覆い屋）が設けられている。
ゴルトバッハは、BMVBS と共同で西部都市改造プロジェクトを実行している。このプロジェクトで、町の中核部と教会周辺が改修された。アシャッフェンブルク通りの例からその効果はあきらかである。新マルクト広場周辺のための別プロジェクトも立案されている。

### 公共機関
ウンターアッファーバッハ方面からの集落の入り口付近にヴァルトシュヴィムバート（森の水泳プール）がある。フォルクスシューレ（国民学校）の屋内プールは冬季期間中一般開放される。町内全域に、10スポーツ広場、3つのサッカーグランド、2つの体育館がある。さらにアム・ザクセンハウゼン通りに青年館がある。

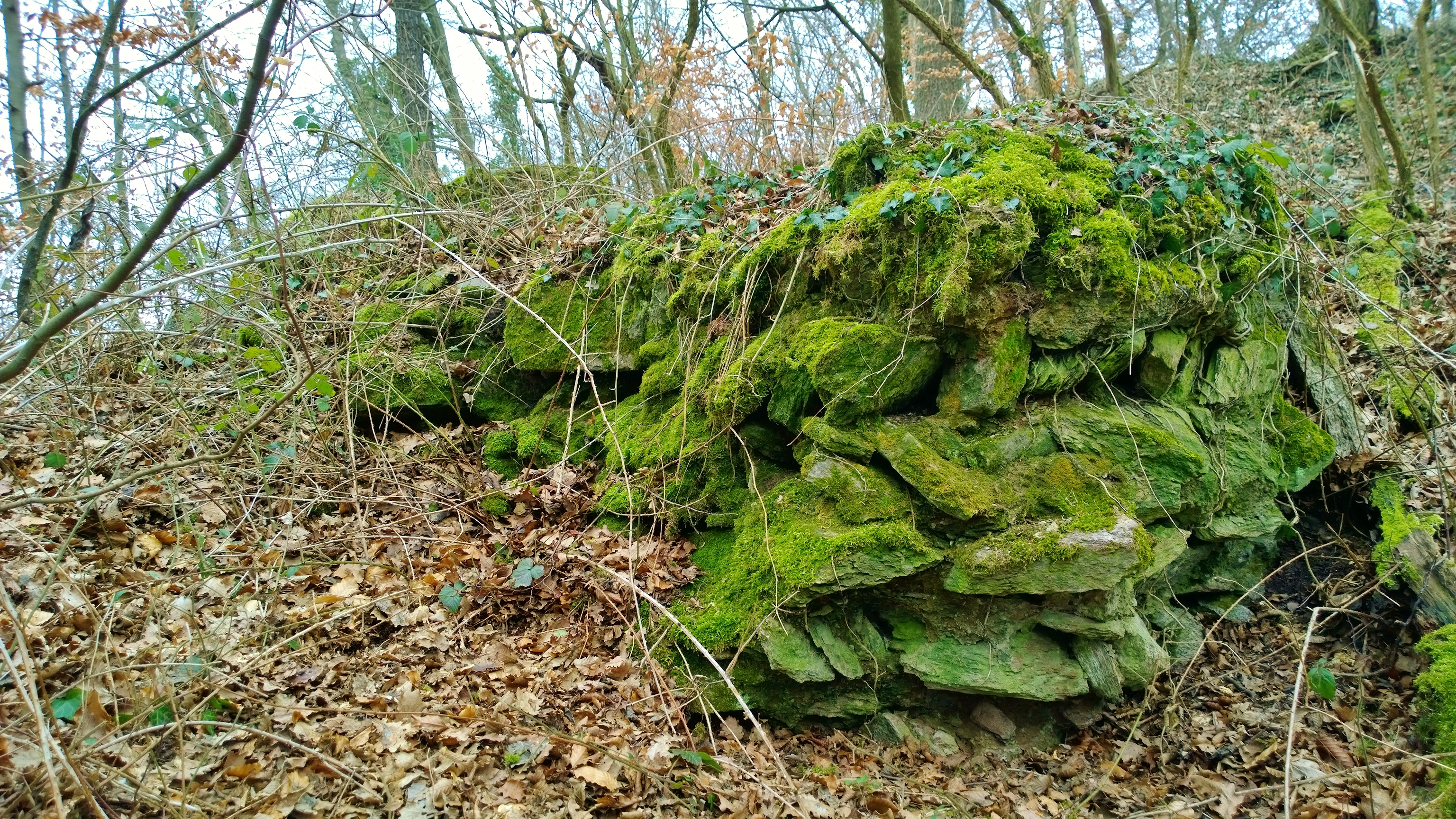
クーゲルブルク城趾

### その他
ゴルトバッハとアシャッフェンブルクとの町境にあたるエスターライヒ通りの端に、2012年から周回路を示す標識が建てられている。緑地の真ん中に建つこの周回路標識は、中世の防衛塔の遺構を模した高さ約 3 m のミニチュアである。この人工の遺跡は、クーゲルンベルク領主家の伝説の城を思い起こさせる。現在のゴルトバッハの町域内には、20世紀の初めまで2つの展望塔があった。一つはここから遠くないクーゲルベルク、もう一つはグラットバッハとウンターアッファーバッハとの境界にあたるグラウアー・シュタインにあった。かつての2つの塔の基礎の痕跡が遺されている。

## 引用
1. ↑  https://www.statistikdaten.bayern.de/genesis/online?operation=result&code=12411-003r&leerzeilen=false&language=de Genesis-Online-Datenbank des Bayerischen Landesamtes für Statistik Tabelle 12411-003r Fortschreibung des Bevölkerungsstandes: Gemeinden, Stichtag (Einwohnerzahlen auf Grundlage des Zensus 2011)
2. ↑  Max Mangold, ed (2005). Duden, Aussprachewörterbuch (6 ed.). Dudenverl. p. 369. ISBN 978-3-411-04066-7
3. ↑  Bayerische Landesbibliothek Online - Goldbach, M（2015年10月18日 閲覧）
4. 1 2  Wolf-Armin Frhr. v. Reitzenstein: Lexikon fränkischer Ortsnamen. Herkunft und Bedeutung. C.H.Beck, München 2009, ISBN 978-3-406-59131-0, S. 84–85.
5. ↑  Gedenkstätten für die Opfer des Nationalsozialismus. Eine Dokumentation, Band 1. Bundeszentrale für politische Bildung, Bonn 1995, ISBN 3-89331-208-0, S. 143
6. ↑  Wilhelm Volkert (Hrsg.): Handbuch der bayerischen Ämter, Gemeinden und Gerichte 1799–1980. C.H.Beck’sche Verlagsbuchhandlung, München 1983, ISBN 3-406-09669-7. S. 422
7. ↑  バイエルン州統計局 - 地方選挙結果（2015年10月24日 閲覧）
8. ↑  Bayerns Gemeinden - Markt Goldbach（2015年10月24日 閲覧）
9. ↑  Markt Goldbach Online Portal - Partnergemeinde（2015年10月24日 閲覧）